# 贝恩德·弗赖塔格·冯·洛林霍芬
贝恩德·弗赖塔格·冯·洛林霍芬（Bernd Freytag von Loringhoven，1914年2月6日—2007年2月27日）是一位波罗的海德意志人，曾在二战期间服役于德意志國防軍陆军。他于1956年又加入德國聯邦國防軍，最终军衔为中将。